# Linda McDowell

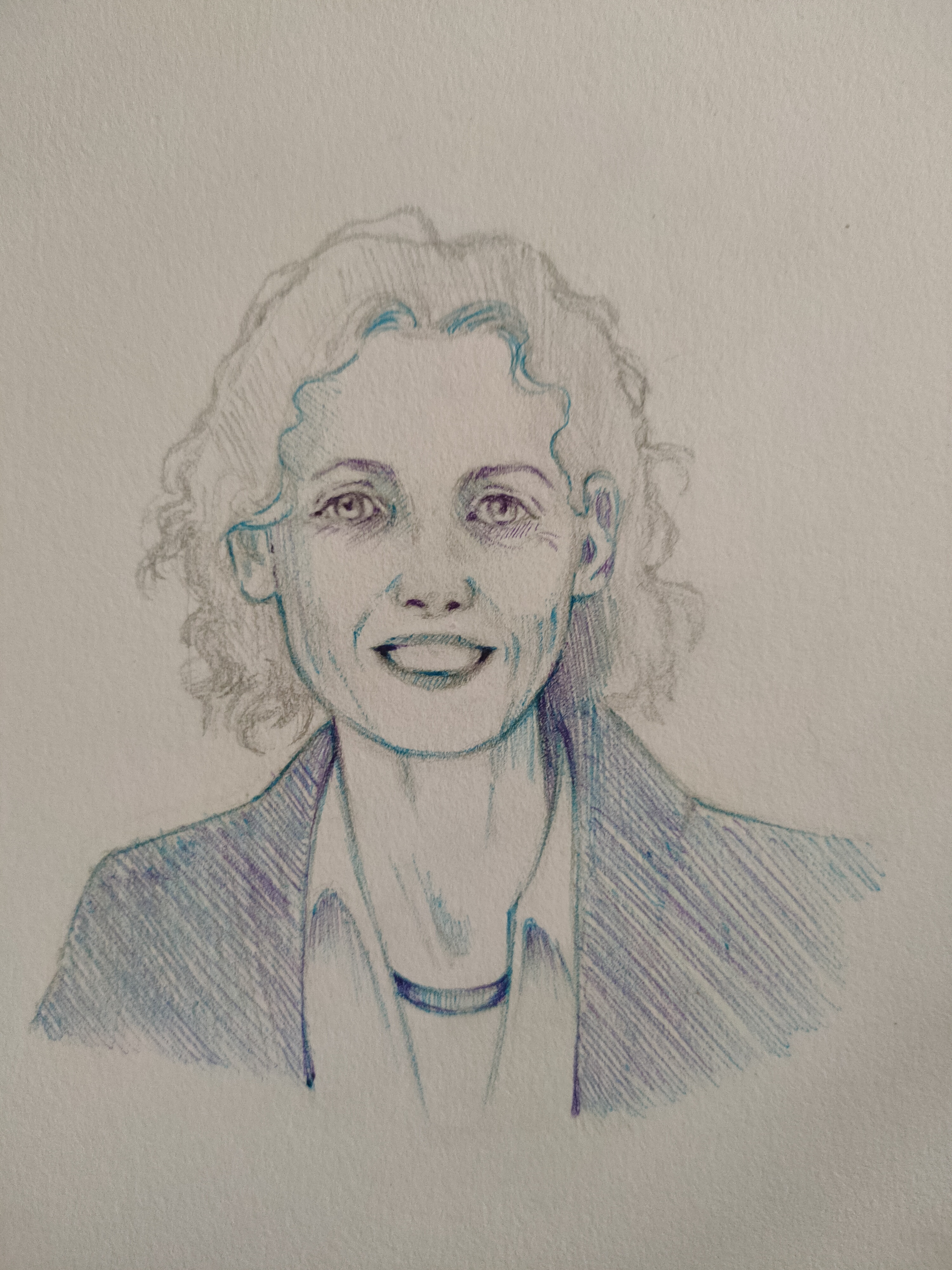
Linda McDowell

Linda Margaret McDowell CBE (* 1. Januar 1949 in Stockport, Vereinigtes Königreich) ist eine britische Geographin und Hochschullehrerin. Sie ist emeritierte Professorin für Humangeographie an der Universität Oxford und emeritierte Forschungsstipendiatin des St John’s College (Cambridge).

## Leben und Werk
McDowell studierte Geographie am Newnham College der University of Cambridge, wo sie ihren Bachelor-Abschluss erhielt. Am University College London erwarb sie den Master-Abschluss und promovierte dort. Sie hatte Lehraufträge an der Open University und der Cambridge University, war Gastdozentin an der University of California in Los Angeles und hatte Lehrstühle an der London School of Economics und dem University College London. An der Open University war sie Prodekanin der Fakultät für Sozialwissenschaften und an der Universität Cambridge und am University College London war sie Direktorin für Graduiertenstudien sowie von 1997 bis 1999 stellvertretende Rektorin des Newnham College in Cambridge. Von 2004 bis 2016 war sie Professorin für Geographie an der Universität Oxford.

## Forschung
Als Wirtschaftsgeographin forschte sie über die Zusammenhänge zwischen wirtschaftlicher Umstrukturierung, Arbeitsmarktveränderungen und Klassen- und Geschlechterunterschieden in Großbritannien. Sie war führend bei der Entwicklung feministischer Sichtweisen auf den gegenwärtigen sozialen und wirtschaftlichen Wandel sowie bei der Entwicklung feministischer Methoden und pädagogischer Praktiken.
Sie ist Teil des Economic and Social Research Council Gender Equality Network, in dem Teams von Sozialwissenschaftlern mehrerer britischer Universitäten die sich verändernde Natur der Geschlechterbeziehungen in Großbritannien kartieren. Von 2007 bis 2009 leitete sie zusammen mit Ruth Pearson an der University of Leeds ein Projekt über die politische Beteiligung südasiatischer Frauen in Großbritannien. Dieses Projekt wurde vom Arts and Humanities Research Council (AHRC) als Teil seines Diaspora-, Migrations- und Identitätsprogramms finanziert.
Sie hat zahlreiche Veröffentlichungen in geographischen sowie feministischen Zeitschriften. Sie ist Autorin von zehn Forschungsmonographien, Herausgeberin von 12 Sammlungen und hat mehr als 170 von Experten begutachtete Zeitschriftenartikel und Buchkapitel veröffentlicht. Ihre Arbeiten wurden in neun Sprachen übersetzt.
Sie war Herausgeberin von Area und Antipode, Rezensionsredakteurin des International Journal of Urban and Regional Research und Mitglied des Redaktionsausschusses der Buchreihe der Zeitschrift: Studies in Urban and Social Change. Sie ist Redaktionsmitglied von Economic Geography, Journal of Economic Geography, Cambridge Journal of Regions, Economy and Society und Service Industries Journal.
Sie war Gründungsmitglied und 1981 die erste Vorsitzende der Women and Geography Research Group der Royal Geographical Society. 1984 war sie Mitautorin der ersten offiziellen Erklärung über die Notwendigkeit einer feministischen Geographie.

## Auszeichnungen (Auswahl)
- 1998: Back Award, Royal Geographical Society[6]
- 2008: Fellow der British Academy[7][8]
- 2008: Victoria Medal, Royal Geographical Society
- 2016: Commander of the British Empire (CBE)
- 2022: Ehrendoktorwürde der University of St Andrews[9]

## Veröffentlichungen (Auswahl)
- Capital Culture. Blackwell, 1997.
- Gender, Identity and Place.Polity. 1999.
- Redundant Masculinities?. Blackwell, 2003.
- Hard Labour: the forgotten voices of Latvian volunteer workers. UCL Press, 2005.
- Working Bodies: Interactive Service Employment and Workplace Identities (IJURR Studies in Urban and Social Change Book Series). Wiley-Blackwell, 2009, ISBN 978-1-4051-5977-7.
- Working Lives: Gender, Migration and Employment in Britain, 1945–2007. Wiley-Blackwell, 2013, ISBN 978-1-4443-3919-2.
- Migrant Women’s Voices: Talking About Life and Work in the UK Since 1945. 2016, ISBN 978-1-4742-2447-5.